# زبان مالتی
مالتی (مالتی: Malti) یک زبان سامی است که مردم مالتی بدان سخن می‌گویند. این زبان، زبان ملی و رسمی مالت و تنها زبان سامی رسمی اتحادیه اروپا است. مالتی گونهٔ رومی‌شده گویش عربی سیسیلی است که در میان سال‌های ۸۳۱ و ۱۰۹۱ میلادی در امارت سیسیل گفتگو می‌شده‌است. در پی تهاجم نورمن‌ها به مالت و بازمسیحی‌سازی جزیره، مالتی مستقل از عربی کلاسیک وارد یک روند تدریجی لاتین‌سازی شد. بنابراین مالتی به عنوان گونه‌ای از عربی تاریخی که رابطه دوزبان‌گونگی با عربی کلاسیک یا نوین معیار ندارد، شناخته می‌شود. این زبان همچنین به دلیل صرف متفاوت آن که تحت تأثیر زبان‌های رومی (به ویژه ایتالیایی و سیسیلی) بوده، از عربی و دیگر زبان‌های سامی متمایز است.
امروزه واژگان اصیل عربی فقط حدود یک‌سوم دایره واژگان مالتی را می‌سازند، که بیشتر واژگان پایه‌ای و کاری این زبان هستند. نیمی از واژگان این زبان از ایتالیایی معیار و سیسیلی هستند؛ و واژگان انگلیسی نیز میان ۶٪ تا ۲۰٪ را تشکیل می‌دهند. پژوهشی در سال ۲۰۱۶ نشان داد که در زبان روزمره مالتی، گویشوران می‌توانند حدود یک‌سوم از چیزهایی که به آن‌ها به عربی تونسی گفته شده را بفهمند، در حالی که گویشوران عربی تونسی حدود ۴۰٪ از واژگان مالتی را متوجه می‌شدند. این میزان فهم متقابل گزارش‌شده بسیار از میزان فهم متقابل میان گویش‌های مختلف عربی کمتر است.
مالتی همواره به خط لاتین نوشته می‌شده و کهن‌ترین متون به آن به قرون وسطای متأخر بازمی‌گردند. این زبان تنها زبان معیار سامی است که به الفبای لاتین نوشته می‌شود. شمار مالتی‌زبانان در سال ۲۰۱۲ برابر با ۵۲۰ هزار نفر اعلام شد. مالتی‌زبانان افزون بر مالت، در استرالیا، آمریکا، کانادا و جبل‌الطارق نیز می‌زیند و بدین زبان گفتگو می‌کنند.

## تاریخچه
ریشه های زبان مالتی به اوایل قرن یازدهم میلادی با مهاجرت گوینده های زبان سیسیلی-عربی به جزیره همراه با فتح جزیره به دست خلافت فاطمیان می رسد . این ادعا توسط تحقیقات ژنتیکی مردم مالت که نشان می دهد مردم مالتی با سیسلیایی ها و کالابریایی ها از یک تبارند و مقداری دی ان ای شمال آفریقا و شام نیز قابل مشاهده است. 
با فتح مالت به دست نورمن ها در سال 1091 میلادی و تبعید مسلمان ها از جزیره (که تا سال 1249 میلادی به طول انجامید) ، مالتی به طور کامل از زبان ریشه ای خود یعنی عربی دور شد و شرایط آن برای نکامل به یک زبان نو مهیا شد . اولین اشاره به زبان مالتی در سال 1436 میلادی در یک وصیت نامه بود . قدیمی ترین نوشته شناخته شده در زبان مالتی ایل-کانتیلنا  توسط پیترو کاخارو نوشته شده در قرن 15 میلادی است .

## واج‌شناسی

### همخوان‌ها
همخوان‌های مالتی به شرح زیرند:
|         | لبی | لبی | دندانی/ لثوی | دندانی/ لثوی | کامی | کامی | نرم‌کامی | نرم‌کامی | گلویی | گلویی | چاکنایی | چاکنایی |
| ------- | --- | --- | ------------ | ------------ | ---- | ---- | ------- | ------- | ----- | ----- | ------- | ------- |
| خیشومی  |     | m   |              | n            |      |      |         |         |       |       |         |         |
| انسدادی | p   | b   | t            | d            |      |      | k       | ɡ       |       |       | ʔ       |         |
| انسایشی |     |     | t͡s           | d͡z           | t͡ʃ   | d͡ʒ   |         |         |       |       |         |         |
| سایشی   | f   | v   | s            | z            | ʃ    | ʒ    |         |         | ħ     |       |         |         |
| لرزشی   |     |     |              | r            |      |      |         |         |       |       |         |         |
| ناسوده  |     |     |              | l            |      | j    |         | w       |       |       |         |         |

### واکه‌ها
مالتی دارای پنج واکهٔ کوتاه /ɐ ɛ ɪ ɔ ʊ/، شش واکهٔ بلند /ɐ: ɛ: ɪ: i: ɔ: ʊ:/ و هفت واکه مرکب /ɐɪ ɐʊ ɛɪ ɛʊ ɪʊ ɔɪ ɔʊ/ است.

### واج‌شناسی تاریخی
همخوان‌های عربی کلاسیک بسیاری در مالتی ادغام شده‌اند یا تغییر کرده‌اند:
| عربی کلاسیک | ت‎ /t/ | ث‎ /θ/ | ط‎ /tˤ/ | د‎ /d/ | ض‎ /dˤ/ | ذ‎ /ð/ | ظ‎ /ðˤ/ | س‎ /s/ | ص‎ /sˤ/ | ح‎ /ħ/ | خ‎ /χ/ | ع‎ /ʕ/ | غ‎ /ɣ/ | ق‎ /q/ | ه‎ /h/       |
| مالتی       | /t/   | /t/   | /t/    | /d/   | /d/    | /d/   | /d/    | /s/   | /s/    | /ħ/   | /ħ/   | /V:/  | /V:/  | /ʔ~k/ | تلفظ نمی‌شود |

## واژگان
گرچه واژگان اصلی مالتی از عربی سیسیلی بوده‌اند، این زبان دارای تعداد زیادی وام‌واژهٔ رومی‌تبار (سیسیلی، ایتالیایی و فرانسوی) و اخیراً ژرمنی (از انگلیسی) است.
منبع تاریخی واژگان مالتی امروزی ۵۲٪ ایتالیایی/سیسیلی، ۳۲٪ عربی سیسیلی، ۶٪ انگلیسی و اندکی فرانسوی است. امروزه بیشتر واژگان کاری این زبان سامی هستند. مالتی از این نظر شبیه به انگلیسی است که یک زبان ژرمنی است که بسیار از زبان نورمان تأثیر پذیرفته‌است. در نتیجه، گویشوران زبان‌های رومی‌تبار ممکن است به راحتی بتوانند ایده‌های مفهومی بیان شده در برخی از جملات مالتی همچون «Ġeografikament, l-Ewropa hi parti tas-superkontinent ta' l-Ewrasja» (از نظر جغرافیایی، اروپا بخشی از ابَرقارهٔ ارواسیا است) را درک کنند، در حالی که ممکن است حتی یک کلمه از جمله‌ای همچون «Ir-raġel qiegħed fid-dar» (مرد در خانه است) را درک نکنند، جمله‌ای که برای عرب‌زبانان کاملاً قابل درک است.

## نوشتار
مالتی به خط لاتین نوشته می‌شود. الفبای کنونی مالتی ۳۰ حرف دارد و در سال ۱۹۲۴ معرفی شده‌است. مالتی همچنین تنها زبان معیار سامی است که منحصراً به الفبای لاتین نوشته می‌شود.
| حرف   | نام                          | IPA    | عربی    |
| ----- | ---------------------------- | ------ | ------- |
| A a   | a (نمونه anġlu (فرشته))      | a      | ـَ، ـَا   |
| B b   | be (نمونه ballun (توپ))      | b      | ب       |
| Ċ ċ   | ċe (نمونه ċavetta (کلید))    | ʧ      | (چ)     |
| D d   | de (نمونه dar (خانه))        | d      | د       |
| E e   | e (envelopp (پوشش)           | ɛ      | (ـَ، ـَی) |
| F f   | ef (fjura (گُل))              | f      | ف       |
| Ġ ġ   | ġe (ġelat (بستنی))           | ʤ      | ج       |
| G g   | ge (gallettina (بیسکوئیت))   | ɡ      | (ج، گ)  |
| GĦ għ | ajn (għasfur (پرنده))        | ˤ:، ħ: | ع، ح    |
| H h   | akka (hu (او (مرد)))         |        | ه، ة    |
| Ħ ħ   | ħe (ħanżir (خوک))            | ħ      | ح       |
| I i   | i (ikel (خوراک))             | i      | ـِ       |
| IE ie | ie (ieqaf (ایستادن))         | iɛ، i: | ـِی      |
| J j   | je (jott (کَرَجی))             | j      | ی       |
| K k   | ke (kelb (سگ))               | k      | ک       |
| L l   | elle (libsa (رخت))           | l      | ل       |
| M m   | emme (mara (زن))             | m      | م       |
| N n   | enne (nanna (ننه، مادربزرگ)) | n      | ن       |
| O o   | o (ors (خرس))                | o      | (ـُ، ـَو) |
| P p   | pe (paġna (صفحه))            | p      | (پ)     |
| Q q   | qe (qattus (گربه))           | ʔ      | ء، ق    |
| R r   | erre (for reġina (شهبانو))   | r      | ر       |
| S s   | esse (salib (چلیپا))         | s      | س       |
| T t   | te (tieqa (پنجره))           | t      | ت       |
| U u   | u (uviera (فنجان تخم مرغ))   | u      | ـُ، ـُو   |
| V v   | ve (vjola (بنفش)             | v      | (ڤ)     |
| W w   | we (widna (گوش))             | w      | و       |
| X x   | exxe (xadina (میمون))        | ʃ / ʒ  | ش       |
| Ż ż   | że (żarbun (کفش‌ها))          | z      | ز       |
| Z z   | ze (zalza (سُس))              | ʦ / ʣ  | (تْس)    |

## متن نمونه
زبان مالتی به استفاده از هر دو گروه واژگان سامی و رومی (به ویژه ایتالیایی) گرایش دارد. در زیر دو نسخه ترجمه مالتی از پیمان ایجاد قانون اساسی برای اروپا (صفحه ۱۷) که یکی بیشتر دربرگیرنده واژگان سامی و دیگری وام‌واژگان رومی است، آمده‌است:
| فارسی | مالتی (واژگان سامی) | مالتی (واژگان رومی) |
| --- | --- | --- |
| این اتحادیه بر پایه ارزش‌های احترام به کرامت انسانی، آزادی، مردم‌سالاری، برابری، حاکمیت قانون و احترام به حقوق بشر، از جمله حقوق اشخاص متعلق به اقلیت‌ها، بنا شده‌است. این ارزش‌ها در کشورهای عضو در جامعه‌ای مشترک است که در آن چندگانه‌گرایی، عدم تبعیض، مدارا، برابری، همبستگی و برابری میان زن و مرد حاکم است. | L-Għaqda hija mibnija fuq is-siwi ta' għadir għall-ġieħ il-bniedem, ta' ħelsien, ta' għażil il-ġemgħa, ta' ndaqs bejn il-ġnus, tas-saltna tad-dritt* u tal-għadir għall-ħaqq tal-bniedem, wkoll il-ħaqq ta' wħud li huma f'minoranzi*. Dan is-siwi huwa mqassam bejn il-Pajjiżi* Msieħba, f'nies li tħaddan il-kotrija, li ma tgħejjibx, li ddann, li tgħaqqad u li tiżen indaqs in-nisa u l-irġiel. | L-Unjoni hija mibnija fuq il-valuri ta' rispett għad-dinjità tal-bniedem, ta' libertà, ta' demokrazija, ta' ugwaljanza, ta' l-istat tad-dritt u tar-rispett għad-drittijiet tal-bniedem, inklużi d-drittijiet ta' persuni li jagħmlu parti minn minoranzi. Dawn il-valuri huma komuni għall-Istati Membri f'soċjetà karatterizzata mill-pluraliżmu, in-non-diskriminazzjoni, it-tolleranza, il-ġustizzja, is-solidarjetà u l-ugwaljanza bejn in-nisa u l-irġiel. |